# Purpuricenus innotatus
Purpuricenus innotatus är en skalbaggsart som beskrevs av Maurice Pic 1910. Purpuricenus innotatus ingår i släktet Purpuricenus och familjen långhorningar.
Artens utbredningsområde är Laos. Inga underarter finns listade i Catalogue of Life.